# Radom Air Show
Radom Air Show (tiếng Ba Lan: Międzynarodowe Pokazy Lotnicze „Air Show Radom", Triển lãm hàng không quốc tế - Radom Air Show) là một lễ kỷ niệm hai năm một lần tại thành phố Radom, Ba Lan, bắt đầu từ năm 2000 (tiếp tục vào năm 2001, 2002, 2003 và sau đó là 2005). Mỗi năm vào cuối tuần cuối tháng 8, các máy bay quân sự của không quân châu Âu và Nga tập trung tại Radom để thực hiện chương trình. Lễ hội là nơi giải trí cho du khách thông qua các pha nguy hiểm và biểu diễn công phu từ máy bay. Theo các nhà chức trách đằng sau buổi trình diễn, mục đích của nó là để giải trí cho công dân của Radom và toàn bộ Ba Lan, cũng như mang lại nhiều nhà đầu tư cần thiết cho thành phố.
Kể từ khi thành lập, Radom Air Show đã trở thành triển lãm hàng không phổ biến nhất ở Ba Lan.

## AZL Żelazny va chạm giữa không trung

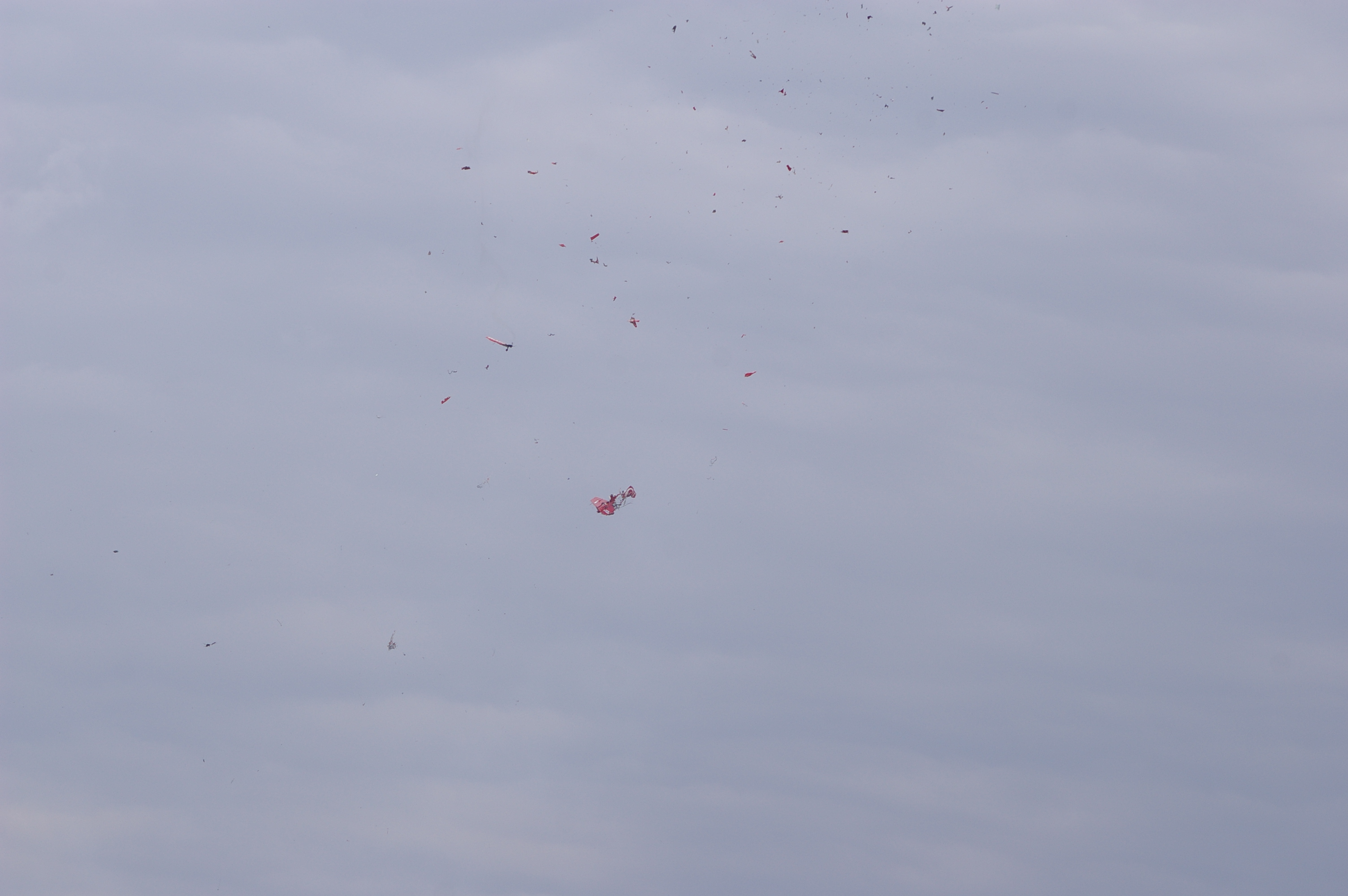
Một trong những chiếc máy bay rơi xuống đất vài giây sau vụ va chạm giữa không trung vào năm 2007

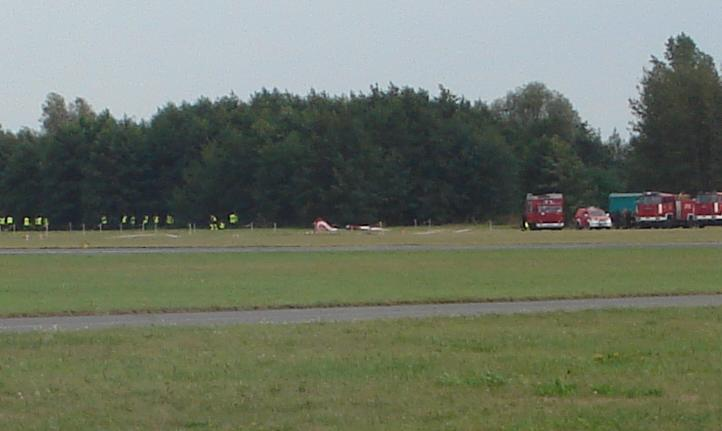
2007. Một trong những chiếc máy bay vừa rơi xuống đất sau vụ va chạm.

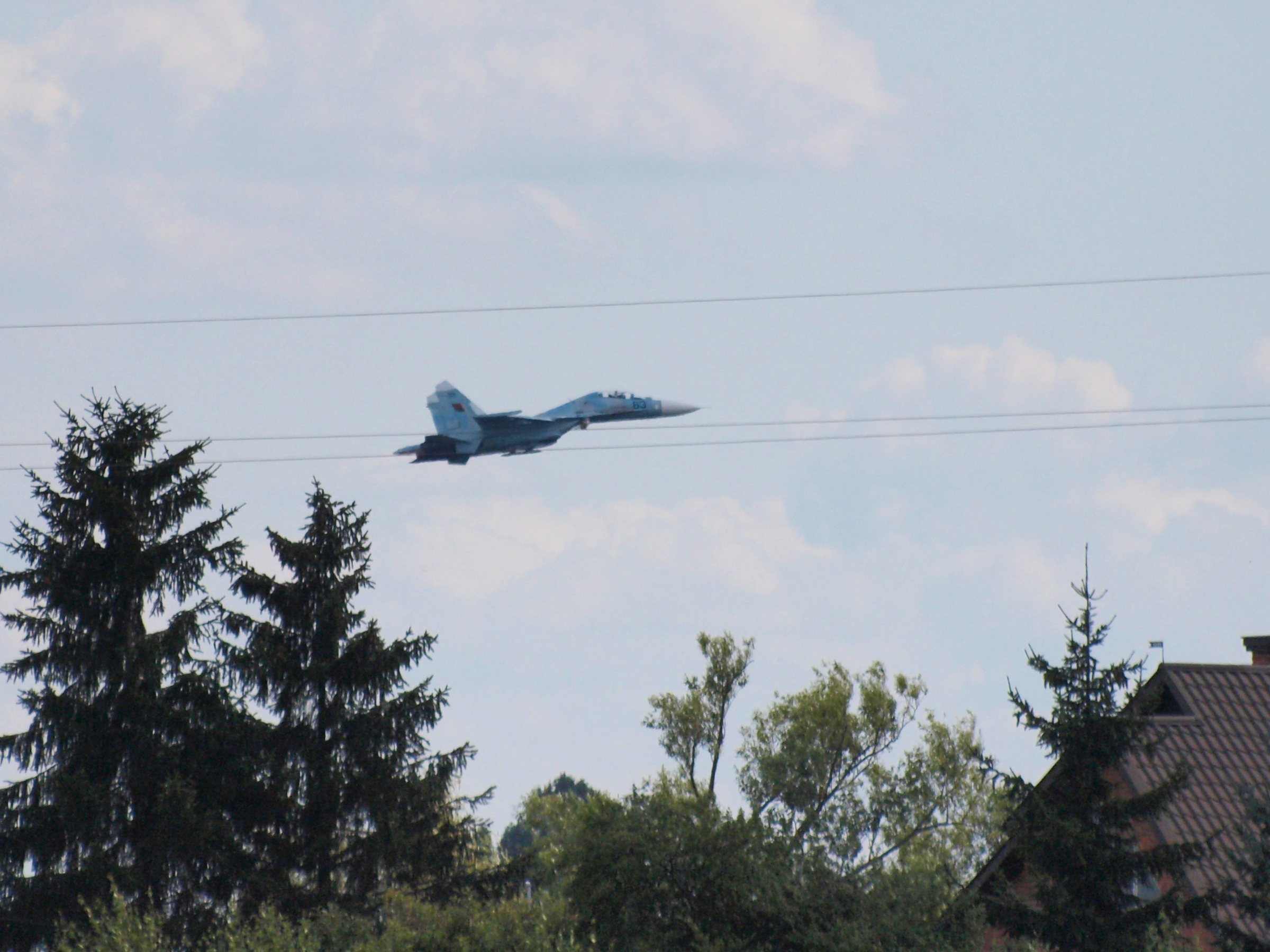
2009. Su-27 UBM của Không quân Belarus vài giây trước khi nó gặp sự cố

Vào ngày 1 tháng 9 năm 2007, ba máy bay Zlin Z-526 của đội nhào lộn trên không AZL Żelazny đang trình diễn. Một cuộc va chạm liên quan đến ba máy bay cùng lúc bay về một điểm trung tâm từ các hướng khác nhau. Hai trong số các máy bay, một do Piotr Banachowicz điều khiển và chiếc còn lại do người sáng lập của nhóm, Lech Marchelewski, tấn công nhau ở góc phải, phá hủy cả máy bay và giết cả hai phi công.

## Tai nạn Su-27 của Belarus năm 2009
Vào ngày 30 tháng 8 năm 2009, một chiếc Sukhoi Su-27UBM (Số hộp đen 63) của Bêlarut đã bị rơi khi đang biểu diễn tại triển lãm Radom.